# Бобовичі (Гомельський район)
Бобовичі (біл. Бабовічы) — агромістечко, центр Бобовицької сільради Гомельського району Гомельської області Білорусі.

## Географія

### Розташування
У 11 км на південь від Гомеля.

## Гідрографія
На річці Уза, яка на східній околиці впадає в річку Сож. На півдні і заході меліоративні канали.

## Населення

### Чисельність
- 2004 — 549 господарств, 1450 жителів.

## Відомі уродженці
- Володимир Попсуєв (1924 — 1995) — білоруський скульптор;
- І. Б. Шилов — учасник революційного руху і громадянської війни, один з організаторів і керівників Гомельського патріотичного підпілля під час німецько-радянської війни (20 липня 1942 року був розстріляний німецькими окупантами, на його честь названа одна з вулиць Гомеля).